# Zjawiska transportowe
Zjawiska transportowe, zjawiska transportu – ogół zjawisk w fizyce, chemii, biologii związany z przemieszczaniem (transportem) cząstek, cząsteczek, masy i innych ilościowych wielkości z jednego miejsca w inne.
Wyróżnienie jednego terminu określającego te zjawiska wynika z faktu, że wszystkie one podlegają analogicznym prawom, używa się do ich opisu tych samych modeli oraz równań. Do podstawowych przykładów należą dyfuzja, konwekcja i promieniowanie.